# Мавкин, Михаил Умар
Князь Михаил Умар Мавкин — служилый князь и воевода во времена регетства (период с 1533 по 1538)  Елены Васильевны (Глинской) при малолетнем царе Иване IV Васильевиче Грозном.

## Биография
Выходец из крымских или казанских татар высокого статуса, после православного крещения, получил имя Михаил и стал родоначальником княжеского рода.
В июле 1537 и 1540 годах воевода на Угре.
В июне 1539 года вновь второй воевода полка правой руки на Угре, где упомянут и в следующем году.
В июле 1541 года отражал Крымский набег на Русь хана Сахиб-Гирея под руководством князя Романа Ивановича Одоевского. В августе этого же года воевода в Калуге.
В июне 1543 года вновь воевода в Калуге.
В январе 1548 года первый воевода Сторожевого полка в Коломне «от поля на берегу». В мае этого года по назначению первым воеводою Дмитрия Андреевича Булгакова-Куракина, второй воевода Сторожевого полка там же.